# 이주영 (1974년)
이주영(1974년 11월 14일 ~ )은 대한민국의 배우이다.

## 학력
- 동국대학교 연극영화학과
- 선화예술고등학교 한국무용

## 배우활동
MBC 오늘은 좋은날에서 박주미에 이어 강호동의 상대역으로 데뷔한 이주영은 외모때문에 제2의 최진실로 불리며 데뷔 5개월만에 《사랑을 기억하세요》에서 히로인으로 낙점되면서 주목받았다.
데뷔 직후 당시 최고인기였던 엄정화와 같은 전속모델료를 받고 홍콩의 카네시로 타케시와 공동CF를 찍는등 다수의 CF와 드라마에서 짧은 기간 동안 인상적인 활약을 보여줬다.
그이후 1년간의 공백을 가진후 98년 SBS 《서울탱고》로 복귀했지만 이 드라마를 끝으로 사실상 은퇴했다.
이후 재미교포 사업가와 결혼해 현재는 미국에 거주했으며, 2016년에 드라마 《닥터스》를 통해 다시 복귀했고, 그로부터 3년 후 tvN 드라마 《날 녹여주오》에서 이혜진 역으로 출연 중이다.

## TV 드라마
- 1995년 MBC 사랑을 기억하세요
- 1995년 MBC 베스트극장 두 여자의 사랑
- 1995년 MBC 8.15 특집극 최승희
- 1995년 MBC 호텔
- 1995년 MBC 3.1절 특집극 노래만들기
- 1995년 MBC 진실
- 1996년 SBS 도시남녀
- 1998년 SBS 서울탱고
- 2016년 SBS 닥터스
- 2019년 tvN 날 녹여주오 - 이혜진